# 1299
Portal Geschichte | Portal Biografien | Aktuelle Ereignisse | Jahreskalender | Tagesartikel

◄ |
12. Jahrhundert |
13. Jahrhundert
| 14. Jahrhundert | ►

◄ |
1260er |
1270er |
1280er |
1290er
| 1300er | 1310er | 1320er | ►

◄◄ |
◄ |
1295 |
1296 |
1297 |
1298 |
1299
| 1300 | 1301 | 1302 | 1303 | ► | ►►
Staatsoberhäupter  · Nekrolog
| Januar | Januar | Januar | Januar | Januar | Januar | Januar | Januar |
| Kw     | Mo     | Di     | Mi     | Do     | Fr     | Sa     | So     |
| ------ | ------ | ------ | ------ | ------ | ------ | ------ | ------ |
| 1      |        |        |        | 1      | 2      | 3      | 4      |
| 2      | 5      | 6      | 7      | 8      | 9      | 10     | 11     |
| 3      | 12     | 13     | 14     | 15     | 16     | 17     | 18     |
| 4      | 19     | 20     | 21     | 22     | 23     | 24     | 25     |
| 5      | 26     | 27     | 28     | 29     | 30     | 31     |        |

| Februar | Februar | Februar | Februar | Februar | Februar | Februar | Februar |
| Kw      | Mo      | Di      | Mi      | Do      | Fr      | Sa      | So      |
| ------- | ------- | ------- | ------- | ------- | ------- | ------- | ------- |
| 5       |         |         |         |         |         |         | 1       |
| 6       | 2       | 3       | 4       | 5       | 6       | 7       | 8       |
| 7       | 9       | 10      | 11      | 12      | 13      | 14      | 15      |
| 8       | 16      | 17      | 18      | 19      | 20      | 21      | 22      |
| 9       | 23      | 24      | 25      | 26      | 27      | 28      |         |

| März | März | März | März | März | März | März | März |
| Kw   | Mo   | Di   | Mi   | Do   | Fr   | Sa   | So   |
| ---- | ---- | ---- | ---- | ---- | ---- | ---- | ---- |
| 9    |      |      |      |      |      |      | 1    |
| 10   | 2    | 3    | 4    | 5    | 6    | 7    | 8    |
| 11   | 9    | 10   | 11   | 12   | 13   | 14   | 15   |
| 12   | 16   | 17   | 18   | 19   | 20   | 21   | 22   |
| 13   | 23   | 24   | 25   | 26   | 27   | 28   | 29   |
| 14   | 30   | 31   |      |      |      |      |      |

| April | April | April | April | April | April | April | April |
| Kw    | Mo    | Di    | Mi    | Do    | Fr    | Sa    | So    |
| ----- | ----- | ----- | ----- | ----- | ----- | ----- | ----- |
| 14    |       |       | 1     | 2     | 3     | 4     | 5     |
| 15    | 6     | 7     | 8     | 9     | 10    | 11    | 12    |
| 16    | 13    | 14    | 15    | 16    | 17    | 18    | 19    |
| 17    | 20    | 21    | 22    | 23    | 24    | 25    | 26    |
| 18    | 27    | 28    | 29    | 30    |       |       |       |

| Mai | Mai | Mai | Mai | Mai | Mai | Mai | Mai |
| Kw  | Mo  | Di  | Mi  | Do  | Fr  | Sa  | So  |
| --- | --- | --- | --- | --- | --- | --- | --- |
| 18  |     |     |     |     | 1   | 2   | 3   |
| 19  | 4   | 5   | 6   | 7   | 8   | 9   | 10  |
| 20  | 11  | 12  | 13  | 14  | 15  | 16  | 17  |
| 21  | 18  | 19  | 20  | 21  | 22  | 23  | 24  |
| 22  | 25  | 26  | 27  | 28  | 29  | 30  | 31  |

| Juni | Juni | Juni | Juni | Juni | Juni | Juni | Juni |
| Kw   | Mo   | Di   | Mi   | Do   | Fr   | Sa   | So   |
| ---- | ---- | ---- | ---- | ---- | ---- | ---- | ---- |
| 23   | 1    | 2    | 3    | 4    | 5    | 6    | 7    |
| 24   | 8    | 9    | 10   | 11   | 12   | 13   | 14   |
| 25   | 15   | 16   | 17   | 18   | 19   | 20   | 21   |
| 26   | 22   | 23   | 24   | 25   | 26   | 27   | 28   |
| 27   | 29   | 30   |      |      |      |      |      |

| Juli | Juli | Juli | Juli | Juli | Juli | Juli | Juli |
| Kw   | Mo   | Di   | Mi   | Do   | Fr   | Sa   | So   |
| ---- | ---- | ---- | ---- | ---- | ---- | ---- | ---- |
| 27   |      |      | 1    | 2    | 3    | 4    | 5    |
| 28   | 6    | 7    | 8    | 9    | 10   | 11   | 12   |
| 29   | 13   | 14   | 15   | 16   | 17   | 18   | 19   |
| 30   | 20   | 21   | 22   | 23   | 24   | 25   | 26   |
| 31   | 27   | 28   | 29   | 30   | 31   |      |      |

| August | August | August | August | August | August | August | August |
| Kw     | Mo     | Di     | Mi     | Do     | Fr     | Sa     | So     |
| ------ | ------ | ------ | ------ | ------ | ------ | ------ | ------ |
| 31     |        |        |        |        |        | 1      | 2      |
| 32     | 3      | 4      | 5      | 6      | 7      | 8      | 9      |
| 33     | 10     | 11     | 12     | 13     | 14     | 15     | 16     |
| 34     | 17     | 18     | 19     | 20     | 21     | 22     | 23     |
| 35     | 24     | 25     | 26     | 27     | 28     | 29     | 30     |
| 36     | 31     |        |        |        |        |        |        |

| September | September | September | September | September | September | September | September |
| Kw        | Mo        | Di        | Mi        | Do        | Fr        | Sa        | So        |
| --------- | --------- | --------- | --------- | --------- | --------- | --------- | --------- |
| 36        |           | 1         | 2         | 3         | 4         | 5         | 6         |
| 37        | 7         | 8         | 9         | 10        | 11        | 12        | 13        |
| 38        | 14        | 15        | 16        | 17        | 18        | 19        | 20        |
| 39        | 21        | 22        | 23        | 24        | 25        | 26        | 27        |
| 40        | 28        | 29        | 30        |           |           |           |           |

| Oktober | Oktober | Oktober | Oktober | Oktober | Oktober | Oktober | Oktober |
| Kw      | Mo      | Di      | Mi      | Do      | Fr      | Sa      | So      |
| ------- | ------- | ------- | ------- | ------- | ------- | ------- | ------- |
| 40      |         |         |         | 1       | 2       | 3       | 4       |
| 41      | 5       | 6       | 7       | 8       | 9       | 10      | 11      |
| 42      | 12      | 13      | 14      | 15      | 16      | 17      | 18      |
| 43      | 19      | 20      | 21      | 22      | 23      | 24      | 25      |
| 44      | 26      | 27      | 28      | 29      | 30      | 31      |         |

| November | November | November | November | November | November | November | November |
| Kw       | Mo       | Di       | Mi       | Do       | Fr       | Sa       | So       |
| -------- | -------- | -------- | -------- | -------- | -------- | -------- | -------- |
| 44       |          |          |          |          |          |          | 1        |
| 45       | 2        | 3        | 4        | 5        | 6        | 7        | 8        |
| 46       | 9        | 10       | 11       | 12       | 13       | 14       | 15       |
| 47       | 16       | 17       | 18       | 19       | 20       | 21       | 22       |
| 48       | 23       | 24       | 25       | 26       | 27       | 28       | 29       |
| 49       | 30       |          |          |          |          |          |          |

| Dezember | Dezember | Dezember | Dezember | Dezember | Dezember | Dezember | Dezember |
| Kw       | Mo       | Di       | Mi       | Do       | Fr       | Sa       | So       |
| -------- | -------- | -------- | -------- | -------- | -------- | -------- | -------- |
| 49       |          | 1        | 2        | 3        | 4        | 5        | 6        |
| 50       | 7        | 8        | 9        | 10       | 11       | 12       | 13       |
| 51       | 14       | 15       | 16       | 17       | 18       | 19       | 20       |
| 52       | 21       | 22       | 23       | 24       | 25       | 26       | 27       |
| 53       | 28       | 29       | 30       | 31       |          |          |          |

| Januar | Januar | Januar | Januar | Januar | Januar | Januar | Januar |
| Kw     | Mo     | Di     | Mi     | Do     | Fr     | Sa     | So     |
| ------ | ------ | ------ | ------ | ------ | ------ | ------ | ------ |
| 1      |        |        |        | 1      | 2      | 3      | 4      |
| 2      | 5      | 6      | 7      | 8      | 9      | 10     | 11     |
| 3      | 12     | 13     | 14     | 15     | 16     | 17     | 18     |
| 4      | 19     | 20     | 21     | 22     | 23     | 24     | 25     |
| 5      | 26     | 27     | 28     | 29     | 30     | 31     |        |

| Februar | Februar | Februar | Februar | Februar | Februar | Februar | Februar |
| Kw      | Mo      | Di      | Mi      | Do      | Fr      | Sa      | So      |
| ------- | ------- | ------- | ------- | ------- | ------- | ------- | ------- |
| 5       |         |         |         |         |         |         | 1       |
| 6       | 2       | 3       | 4       | 5       | 6       | 7       | 8       |
| 7       | 9       | 10      | 11      | 12      | 13      | 14      | 15      |
| 8       | 16      | 17      | 18      | 19      | 20      | 21      | 22      |
| 9       | 23      | 24      | 25      | 26      | 27      | 28      |         |

| März | März | März | März | März | März | März | März |
| Kw   | Mo   | Di   | Mi   | Do   | Fr   | Sa   | So   |
| ---- | ---- | ---- | ---- | ---- | ---- | ---- | ---- |
| 9    |      |      |      |      |      |      | 1    |
| 10   | 2    | 3    | 4    | 5    | 6    | 7    | 8    |
| 11   | 9    | 10   | 11   | 12   | 13   | 14   | 15   |
| 12   | 16   | 17   | 18   | 19   | 20   | 21   | 22   |
| 13   | 23   | 24   | 25   | 26   | 27   | 28   | 29   |
| 14   | 30   | 31   |      |      |      |      |      |

| April | April | April | April | April | April | April | April |
| Kw    | Mo    | Di    | Mi    | Do    | Fr    | Sa    | So    |
| ----- | ----- | ----- | ----- | ----- | ----- | ----- | ----- |
| 14    |       |       | 1     | 2     | 3     | 4     | 5     |
| 15    | 6     | 7     | 8     | 9     | 10    | 11    | 12    |
| 16    | 13    | 14    | 15    | 16    | 17    | 18    | 19    |
| 17    | 20    | 21    | 22    | 23    | 24    | 25    | 26    |
| 18    | 27    | 28    | 29    | 30    |       |       |       |

| Mai | Mai | Mai | Mai | Mai | Mai | Mai | Mai |
| Kw  | Mo  | Di  | Mi  | Do  | Fr  | Sa  | So  |
| --- | --- | --- | --- | --- | --- | --- | --- |
| 18  |     |     |     |     | 1   | 2   | 3   |
| 19  | 4   | 5   | 6   | 7   | 8   | 9   | 10  |
| 20  | 11  | 12  | 13  | 14  | 15  | 16  | 17  |
| 21  | 18  | 19  | 20  | 21  | 22  | 23  | 24  |
| 22  | 25  | 26  | 27  | 28  | 29  | 30  | 31  |

| Juni | Juni | Juni | Juni | Juni | Juni | Juni | Juni |
| Kw   | Mo   | Di   | Mi   | Do   | Fr   | Sa   | So   |
| ---- | ---- | ---- | ---- | ---- | ---- | ---- | ---- |
| 23   | 1    | 2    | 3    | 4    | 5    | 6    | 7    |
| 24   | 8    | 9    | 10   | 11   | 12   | 13   | 14   |
| 25   | 15   | 16   | 17   | 18   | 19   | 20   | 21   |
| 26   | 22   | 23   | 24   | 25   | 26   | 27   | 28   |
| 27   | 29   | 30   |      |      |      |      |      |

| Juli | Juli | Juli | Juli | Juli | Juli | Juli | Juli |
| Kw   | Mo   | Di   | Mi   | Do   | Fr   | Sa   | So   |
| ---- | ---- | ---- | ---- | ---- | ---- | ---- | ---- |
| 27   |      |      | 1    | 2    | 3    | 4    | 5    |
| 28   | 6    | 7    | 8    | 9    | 10   | 11   | 12   |
| 29   | 13   | 14   | 15   | 16   | 17   | 18   | 19   |
| 30   | 20   | 21   | 22   | 23   | 24   | 25   | 26   |
| 31   | 27   | 28   | 29   | 30   | 31   |      |      |

| August | August | August | August | August | August | August | August |
| Kw     | Mo     | Di     | Mi     | Do     | Fr     | Sa     | So     |
| ------ | ------ | ------ | ------ | ------ | ------ | ------ | ------ |
| 31     |        |        |        |        |        | 1      | 2      |
| 32     | 3      | 4      | 5      | 6      | 7      | 8      | 9      |
| 33     | 10     | 11     | 12     | 13     | 14     | 15     | 16     |
| 34     | 17     | 18     | 19     | 20     | 21     | 22     | 23     |
| 35     | 24     | 25     | 26     | 27     | 28     | 29     | 30     |
| 36     | 31     |        |        |        |        |        |        |

| September | September | September | September | September | September | September | September |
| Kw        | Mo        | Di        | Mi        | Do        | Fr        | Sa        | So        |
| --------- | --------- | --------- | --------- | --------- | --------- | --------- | --------- |
| 36        |           | 1         | 2         | 3         | 4         | 5         | 6         |
| 37        | 7         | 8         | 9         | 10        | 11        | 12        | 13        |
| 38        | 14        | 15        | 16        | 17        | 18        | 19        | 20        |
| 39        | 21        | 22        | 23        | 24        | 25        | 26        | 27        |
| 40        | 28        | 29        | 30        |           |           |           |           |

| Oktober | Oktober | Oktober | Oktober | Oktober | Oktober | Oktober | Oktober |
| Kw      | Mo      | Di      | Mi      | Do      | Fr      | Sa      | So      |
| ------- | ------- | ------- | ------- | ------- | ------- | ------- | ------- |
| 40      |         |         |         | 1       | 2       | 3       | 4       |
| 41      | 5       | 6       | 7       | 8       | 9       | 10      | 11      |
| 42      | 12      | 13      | 14      | 15      | 16      | 17      | 18      |
| 43      | 19      | 20      | 21      | 22      | 23      | 24      | 25      |
| 44      | 26      | 27      | 28      | 29      | 30      | 31      |         |

| November | November | November | November | November | November | November | November |
| Kw       | Mo       | Di       | Mi       | Do       | Fr       | Sa       | So       |
| -------- | -------- | -------- | -------- | -------- | -------- | -------- | -------- |
| 44       |          |          |          |          |          |          | 1        |
| 45       | 2        | 3        | 4        | 5        | 6        | 7        | 8        |
| 46       | 9        | 10       | 11       | 12       | 13       | 14       | 15       |
| 47       | 16       | 17       | 18       | 19       | 20       | 21       | 22       |
| 48       | 23       | 24       | 25       | 26       | 27       | 28       | 29       |
| 49       | 30       |          |          |          |          |          |          |

| Dezember | Dezember | Dezember | Dezember | Dezember | Dezember | Dezember | Dezember |
| Kw       | Mo       | Di       | Mi       | Do       | Fr       | Sa       | So       |
| -------- | -------- | -------- | -------- | -------- | -------- | -------- | -------- |
| 49       |          | 1        | 2        | 3        | 4        | 5        | 6        |
| 50       | 7        | 8        | 9        | 10       | 11       | 12       | 13       |
| 51       | 14       | 15       | 16       | 17       | 18       | 19       | 20       |
| 52       | 21       | 22       | 23       | 24       | 25       | 26       | 27       |
| 53       | 28       | 29       | 30       | 31       |          |          |          |

## Ereignisse

### Politik und Weltgeschehen

#### Asien
- Nach der Ermordung Ladschins am 16. Januar wird der 14-jährige an-Nāsir Muhammad ibn Qalāwūn aus der Verbannung geholt und neuerlich zum Sultan der Mamluken ausgerufen, steht aber unter der Aufsicht der Emire Salar und Baybars. Der junge an-Nasir muss im gleichen Jahr in Syrien dem Heer der Ilchane (angeblich 100.000 Mann) entgegentreten. Die Mongolen siegen im Dezember im Wadi al-Khazindas bei Hama und erobern Damaskus, geben sich mit dieser Eroberung jedoch zufrieden, sodass an-Nasir neue Truppen sammeln kann.
- Mit der Unterstützung seines Bruders Konstantin III. übernimmt Hethum II. wieder die Macht im armenischen Königreich von Kilikien, nachdem er 1296 von seinem Bruder Sempad gestürzt, gefangengesetzt und teilweise geblendet worden ist. Im Sommer sendet König Hethum II. eine Botschaft an Ghazan, den mongolischen Il-Khan von Persien und bittet um seine Unterstützung. Ghazan marschiert mit seinen Truppen Richtung Syrien, um gemeinsam einen Angriff auf die Mamluken durchzuführen. Die Mongolen und ihre Verbündeten besiegten die Mamluken in der Schlacht von Wadi al-Khazandar am 23. oder 24. Dezember. Armenische Hilfskontingente sind dabei entscheidend am Sieg der Mongolen beteiligt.
- Osman I., Fürst eines von den Rum-Seldschuken abhängigen Beyliks, beginnt zunehmend für sich Souveränität in Anspruch zu nehmen. Das Jahr 1299 gilt damit als Gründungsjahr des Osmanischen Reichs in Kleinasien. Durch seine Eroberungen, etwa von İnegöl, Bilecik und Yenişehir, vergrößert Osman sein Herrschaftsgebiet, das ursprünglich nur etwa 1.500 km² umfasste, auf schließlich 18.000 km².
- Die Germiyan kommen durch einen Vertrag mit den Rum-Seldschuken in den Besitz von Ankara.

#### Heiliges Römisches Reich
- 25. Mai: Auf Vermittlung des Signore von Mailand, Matteo I. Visconti, wird der Zweite Venezianisch–Genuesische Krieg mit dem Frieden von Genua beendet.
- Konrad III. von Lichtenberg, Bischof von Straßburg, eilt seinem Schwager Egino II., dem Grafen von Freiburg gegen die aufständischen Bürger der Stadt Freiburg im Breisgau zu Hilfe. Bei einer Schlacht am 28. Juli wird er durch einen Lanzenstich so schwer verwundet, dass er vier Tage später stirbt. Die ursprünglich siegreichen Freiburger müssen daraufhin jährlich ein beträchtliches Sühngeld bezahlen. Am 15. September wird Konrads Bruder Friedrich I. von Lichtenberg in Anwesenheit von König Albrecht I. zu seinem Nachfolger als Straßburger Bischof gewählt.

#### Weitere Ereignisse in Europa
- 1. November: Håkon V. folgt seinem im Juli verstorbenen älteren Bruder Erik II. auf den Thron von Norwegen.

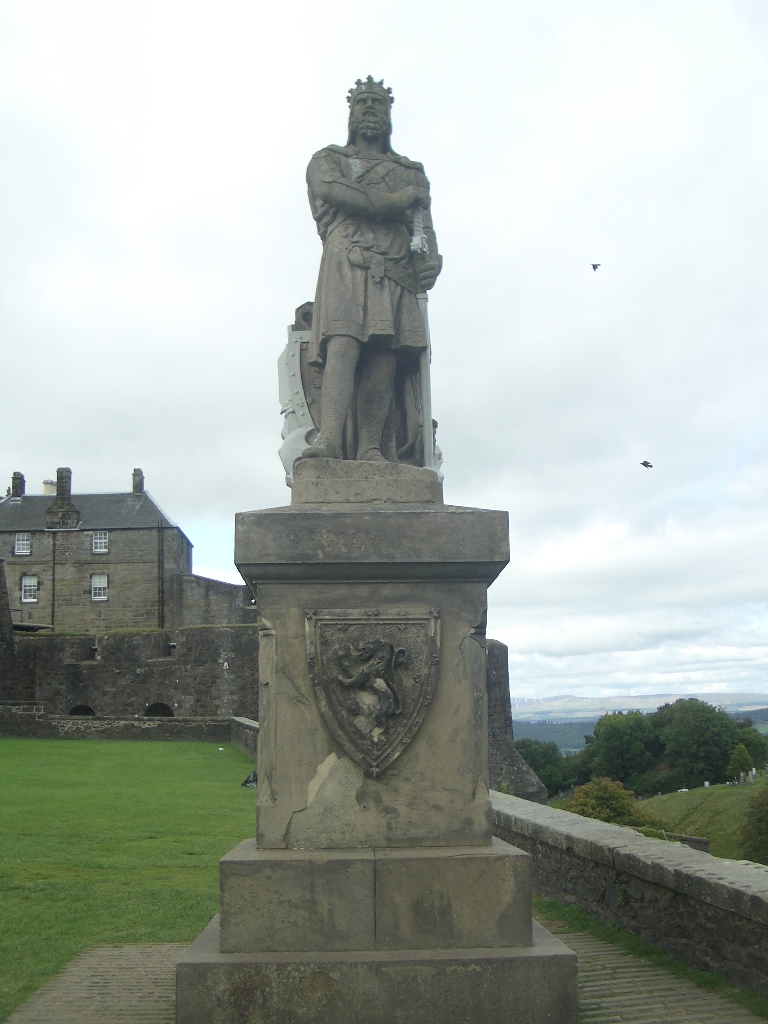
Statue des schottischen Königs Robert I. vor Stirling Castle

- Robert the Bruce erobert Stirling Castle im ersten Schottischen Unabhängigkeitskrieg von den Engländern zurück.

#### Stadtrechte und urkundliche Ersterwähnungen
- 17. August: Die Dresdner Befestigungsanlagen werden in einer Urkunde des Dresdner Stadtherren Friedrich des Kleinen aus dem Geschlecht der Wettiner erstmals erwähnt. Von ihrer Existenz ist bereits rund ein Jahrhundert vorher auszugehen.
- Heinrich II. von Klingenberg, Fürstbischof von Konstanz, verleiht Meersburg die Stadtrechte nach Ulmer Vorbild. Im selben Jahr wird die unterhalb der Burg gelegene Siedlung am Seeufer durch Aufschüttung erweitert, so dass Raum für einen großen Marktplatz und für die Erweiterung der Siedlung zur Unterstadt entsteht.
- Bowil, Fahrni, Mallnitz und Zäziwil werden erstmals urkundlich erwähnt.
- Die Herzöge von Sachsen-Lauenburg geben Hamburg die Erlaubnis zur Errichtung eines „Werks“ auf der Insel O (Neuwerk).

### Kultur
- bis 1299: Meister Arnold ist seit 1271 nachgewiesen als Dombaumeister des Kölner Doms.
- Juli: Marco Polos Reisebericht Il Milione wird in Genueser Gefangenschaft von Rustichello da Pisa in französischer Sprache fertiggestellt.

### Religion
- Januar: Der neunte Ordensmeister der Dominikaner, Nicholas von Treviso, der spätere Papst Benedikt XI., tritt von seinem Amt zurück, nachdem er im Jahr zuvor zum Kardinal befördert worden ist. Das Generalkapitel des Ordens fällt in diesem Jahr aus.
- 28. Juni: David Murray, ein Unterstützer des schottischen Unabhängigkeitskampfes, wird von Kardinal Matteo d’Acquasparta zum Bischof von Moray geweiht. Am selben Tag besiegelt Papst Bonifatius VIII. die Bulle Scimus Fili an den englischen Erzbischof Winchelsey von Canterbury, in der er die englische Besetzung Schottlands verurteilt.
- 24. Juli: Emich I. stirbt. Im Herbst wird Eberwin von Cronberg zu seinem Nachfolger als Bischof von Worms gewählt. Allerdings ist die Wahl zwiespältig und eine größere Anzahl Stimmen fällt auch auf den Neffen des Vorgängers, den Dompropst Heinrich von Daun. Der Mainzer Erzbischof Gerhard II. von Eppstein setzt eine Untersuchungskommission ein und erkennt Eberwins Wahl am 21. Dezember als gültig an.
- Papst Bonifatius VIII. wendet sich mit der Bulle De sepulturis gegen die innere Leichenschau und den Brauch des Leichen-Kochens (bei Kreuzzügen im Ausland Gefallene wurden gekocht, damit man das Fleisch abnehmen und die Gebeine zuhause beerdigen konnte). Obduktionen untersagt der Papst nicht ausdrücklich, trotzdem wird die Bulle später in diese Richtung interpretiert.
- Die Eheleute Jacob und Lieba Engelmann stiften vor den Toren von Worms im heutigen Stadtteil Worms-Hochheim an der Stelle einer dort gelegenen Burgruine ein Nonnenkloster unter der Bedingung, dort beigesetzt zu werden. Der Bau des Klosters Liebenau beginnt im folgenden Jahr unter der Ägide des Wormser Bischofs Eberwin von Cronberg.

## Geboren

### Geburtsdatum gesichert
- 25. März: Pierre Bertrand de Colombier, französischer Diplomat und Kardinal der katholischen Kirche († 1361)
- 15. Mai: Heinrich der Sanftmütige, Herzog von Österreich († 1327)

### Genaues Geburtsdatum unbekannt
- Alfons IV., König von Aragón und Sardinien († 1336)
- Anna von Nassau-Hadamar, deutsche Adelige († 1329)
- Dmitri II., Großfürst von Wladimir und Fürst von Twer († 1326)
- Künga Lodrö Gyeltshen Pel Sangpo, Person des tibetischen Buddhismus († 1327)
- Lisa von Katzenelnbogen, Äbtissin im Stift Nottuln († 1357)
- Preczlaw von Pogarell, Fürstbischof von Breslau († 1376)
- Ténoch, legendärer Herrscher der Azteken († 1363)
- Ulrich III. von Neuhaus, böhmischer Adeliger († 1349)

### Geboren um 1299
- Rudolf von Erlach, Berner Ritter († 1360)

## Gestorben

### Januar bis Juli
- 16. Januar: Ladschin, Sultan der Mamluken in Ägypten

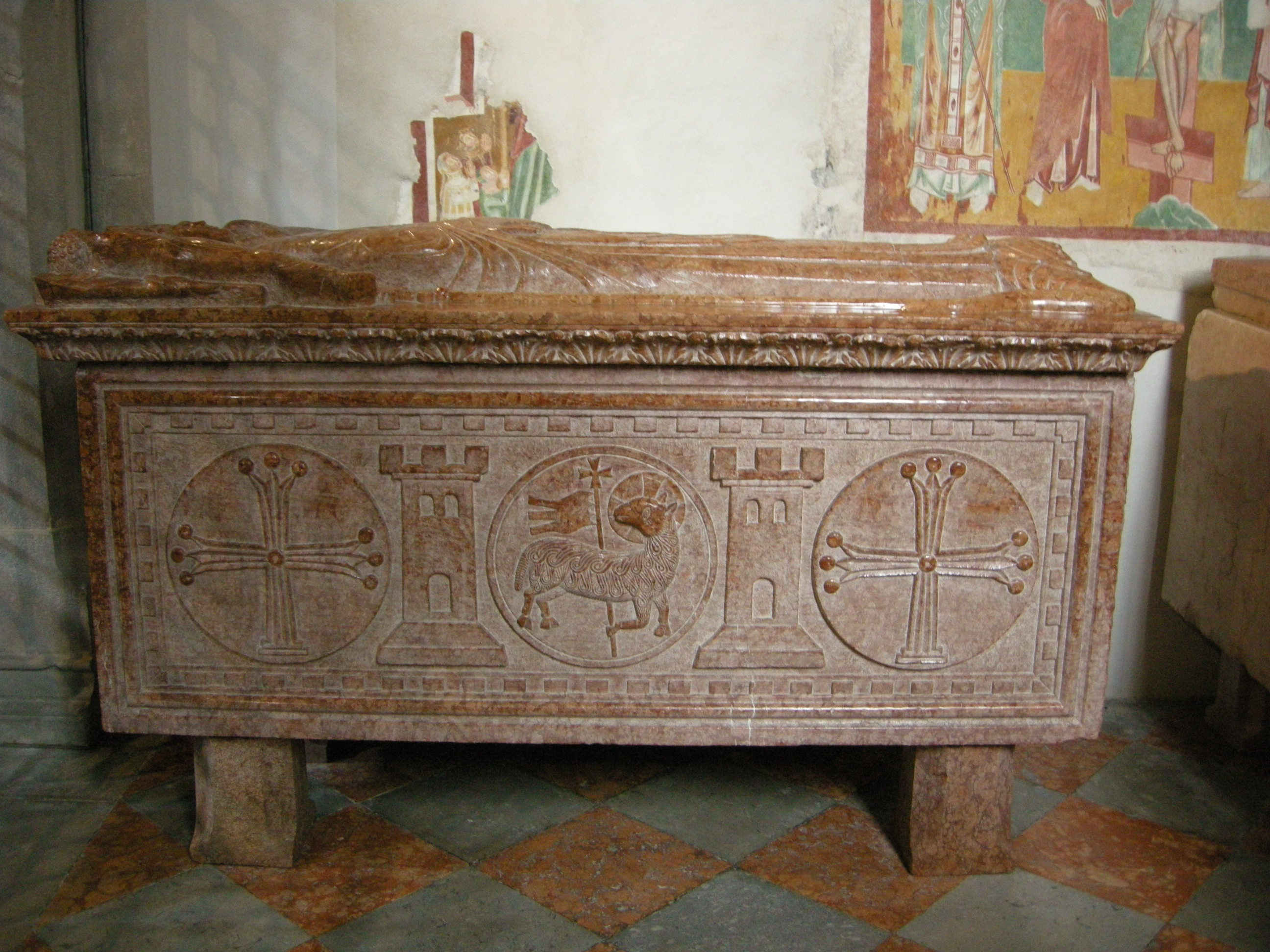
Grabmal des Raimondo della Torre in der Basilika von Aquileia

- 23. Februar: Raimondo della Torre, Bischof von Como und Patriarch von Aquileia
- 29. Mai: John Giffard, englischer Adeliger und Militär (* 1232)
- nach dem 29. Mai: Incelerius, Weihbischof in Würzburg, Bamberg und Naumburg
- 4. Juli: Gottfried Hagen, Stadtschreiber von Köln (* 1230)
- 10. oder 13. Juli: Erik II. Magnusson, König von Norwegen (* 1268)
- 24. Juli: Emich I., Bischof von Worms

### August bis Dezember
- 1. August: Konrad III. von Lichtenberg, Bischof von Straßburg (* um 1240)
- 28. August: Nicholas Audley, englischer Magnat
- nach dem 2. Oktober: Hermann von Minden, Dominikaner und Provinzial der deutschen Ordensprovinz
- 12. Oktober: Johann II., Herr zu Mecklenburg (* um 1250)
- nach dem 29. Oktober: Laurence de Erganis, Bischof von Argyll
- 10. November: Johann I., Graf von Holland (* 1284)
- 19. November: Mechthild von Hackeborn, Zisterzienserin und Mystikerin (* 1241/42)
- 9. Dezember: Boemund I. von Warsberg, Erzbischof und Kurfürst von Trier
- 31. Dezember: Marguerite von Anjou-Sizilien, Gräfin von Anjou und Maine (* 1273)

### Genaues Todesdatum unbekannt
- Àlvar de Cabrera, Vizegraf von Àger
- Guy III. de Lévis, französischer Ritter und Herr von Mirepoix
- Heinrich II., Graf von Vaudémont (* um 1255)
- Helmold III., Graf von Schwerin
- Kara Nogai Khan, Führer der Goldenen Horde
- Theodoros Angelos, Mitregent in Thessalien und Zentralgriechenland

### Gestorben um 1299
- 24. April 1288 oder 1299: Gertrud von Babenberg, Herzogin von Mödling, Titularherzogin von Österreich und der Steiermark, Markgräfin von Mähren und Baden (* 1226)